# 鵜飼い

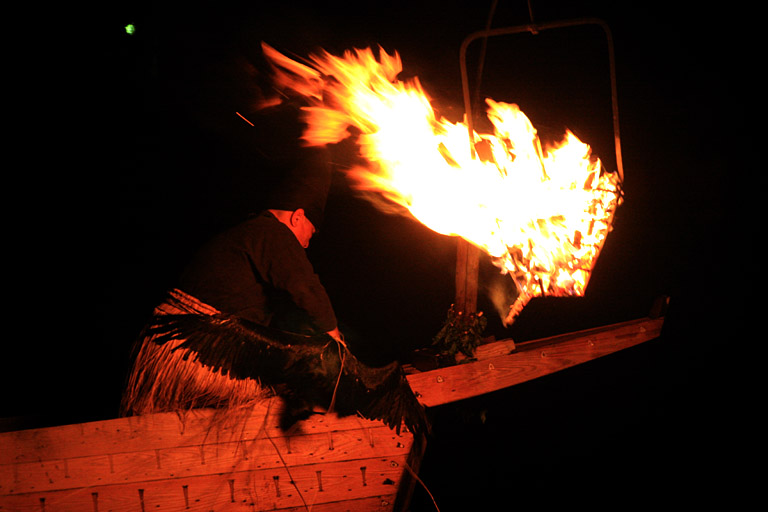
岐阜県岐阜市の長良川鵜飼。鵜匠が船に乗り、数羽から十数羽の鵜を操っている。

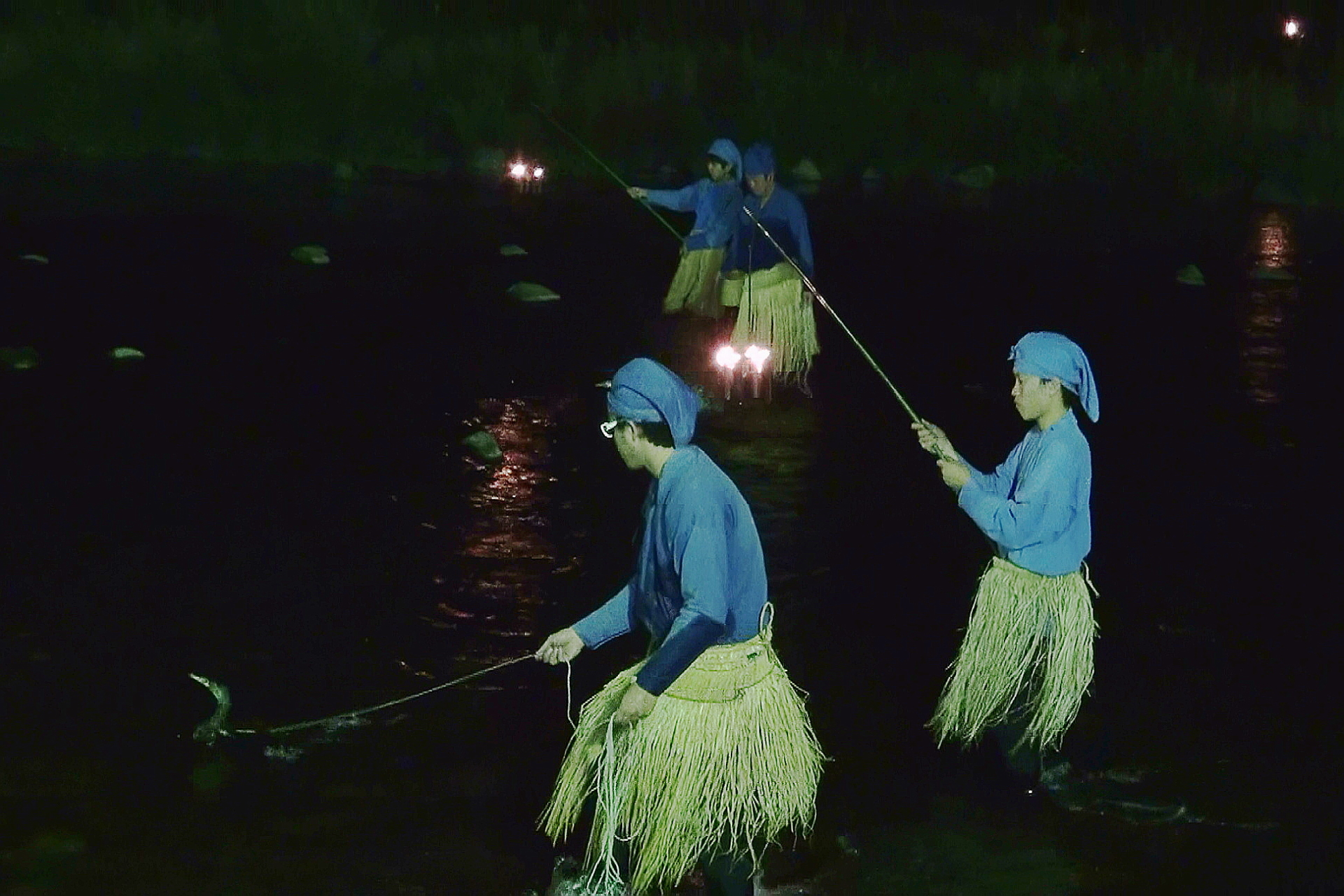
山梨県笛吹市で行われている石和鵜飼。「徒歩鵜」と呼ばれる漁法で鵜匠が直接川に入って鵜を操っている。

鵜飼い・鵜飼・鵜養（うかい）は、飼いならした鵜（ウ）を使ってアユなどを獲る伝統的な漁法。中国や日本などにみられる漁法である。また、日本では平安時代から貴族や武士などが鵜飼見物を行ってきた歴史があり、現代でも各地で観光としての鵜飼が行われている。特に岐阜県岐阜市の長良川鵜飼が有名である。
一方、ヨーロッパでは16世紀から17世紀の間、スポーツとして行われた。

## 日本

### 歴史

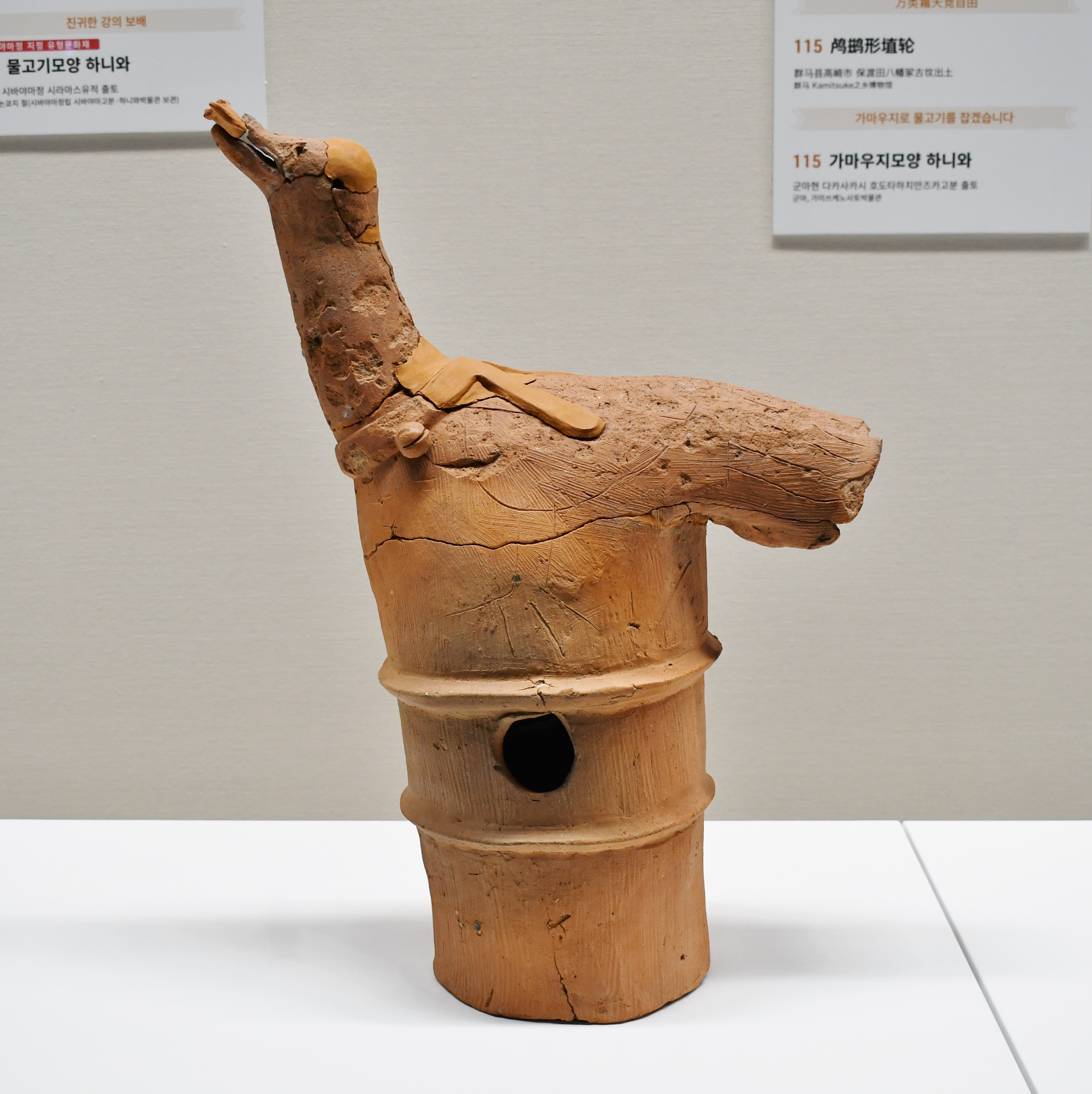
鵜形埴輪
（かみつけの里博物館蔵、九州国立博物館特別展示時に撮影）

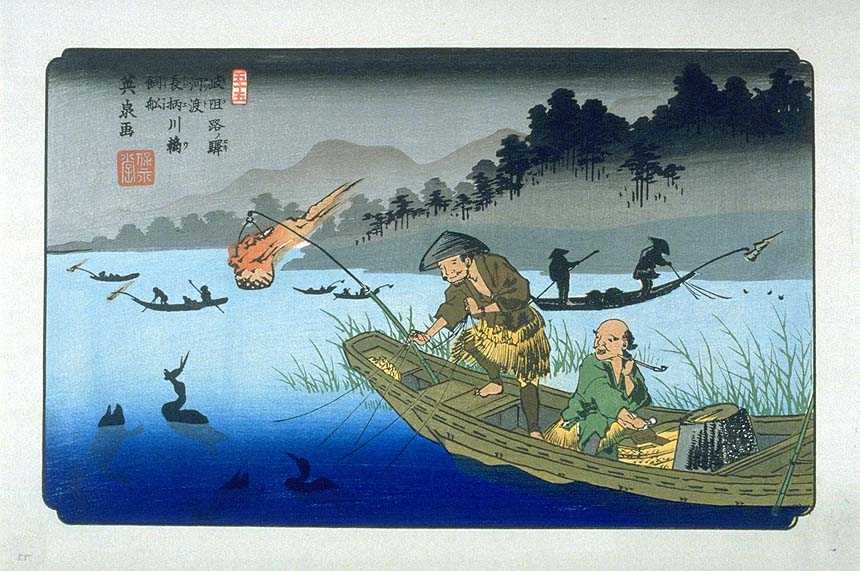
河渡 長柄川鵜飼 （木曽街道六十九次） 渓斎英泉作
岐阜県博物館所蔵

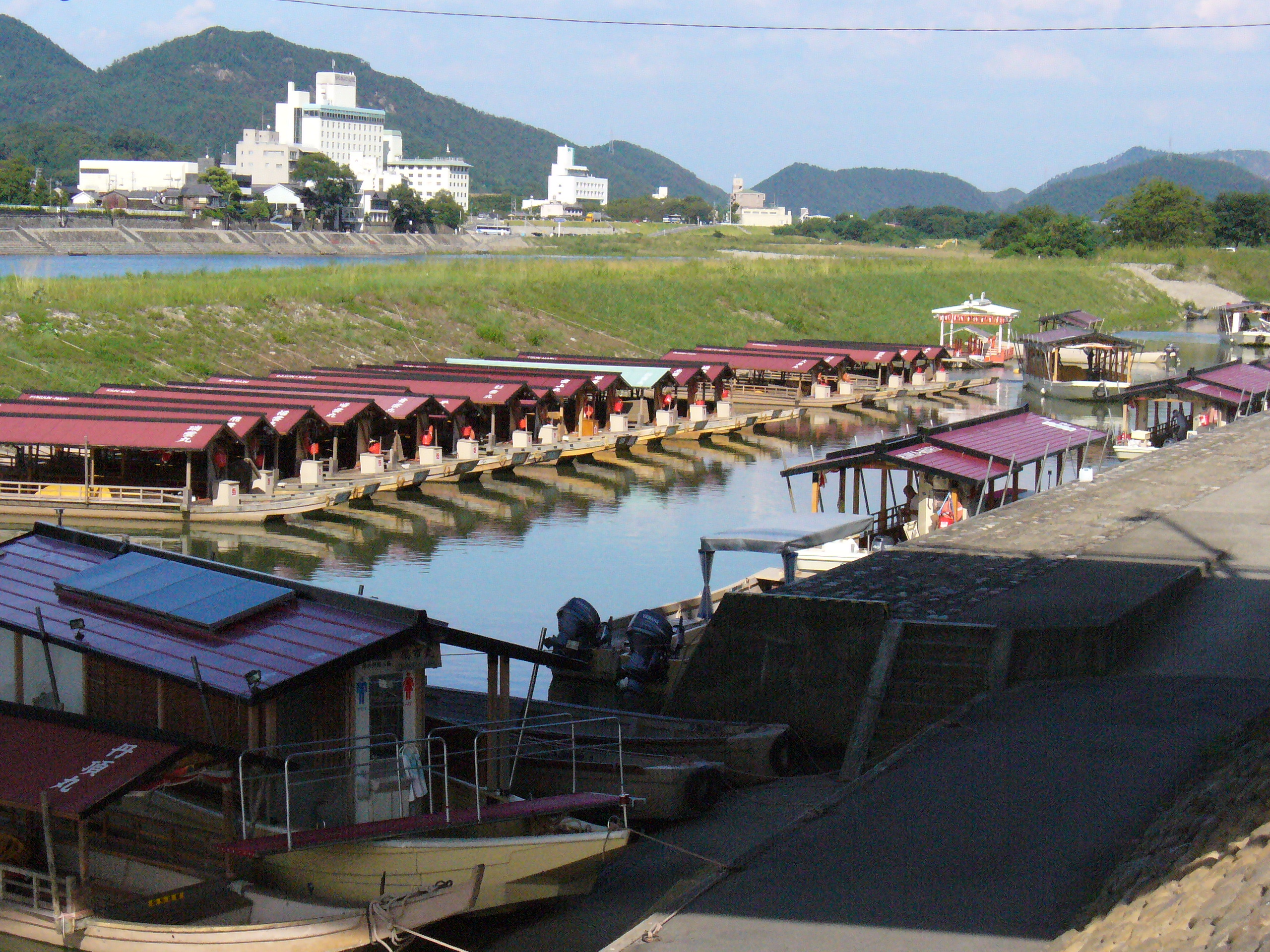
長良橋下の川辺で待機する鵜飼観覧舟、手前は御手洗舟
（岐阜県岐阜市）

鵜飼いの歴史は古く、『日本書紀』神武天皇の条に「梁を作つて魚を取る者有り、天皇これを問ふ。対へて曰く、臣はこれ苞苴擔之子と、此れ即ち阿太の養鵜部の始祖なり」と、鵜養部のことが見え、『古事記』にも鵜養のことを歌った歌謡が載っている。天皇の歌に「しまつとりうかひかとも」とある。また中国の史書『隋書』開皇二十年（600年）の条には、日本を訪れた隋使が見た変わった漁法として『以小環挂鸕鶿項、令入水捕魚、日得百餘頭』（小さな輪を鳥にかけ日に100匹は魚を捕る』と記されている。
5世紀末から6世紀前半に築造されたとされる群馬県の保渡田八幡塚古墳では、頸に紐を巻きつけ嘴には魚をくわえた形状で鵜飼の様子を表現した「鵜形埴輪」が出土している。
日本では鵜飼は主要な鮎漁の形態である一方、平安時代には貴族や武士などの間で遊興として鵜飼見物が行われるようになった。
延喜年間（901年 - 923年）には長良川河畔に7戸の鵜飼があり、国司・藤原利仁により鮎が献上された。そして、それを時の天皇が気に入り、方県郡七郷の地を鵜飼に要する篝松の料として賜り、鵜飼七郷と読んだ。
平治の乱で源頼朝が義朝と東国へと敗走する時、義朝とはぐれて長良川河畔をさまよい、鵜飼の長である白明の家に宿り、そこで食した鮎鮨の美味に飢えを癒した。建久3年（1192年）右大将として東国より上洛する際、白明の子を呼び出して恩に報い、また毎年鮎鮨を鎌倉に送るよう命じた。
『和名抄』には美濃国方県郡の鵜飼が掲げられ、『集解釈別記』には鵜飼37戸とあり、『新撰美濃誌』には方県郡鵜飼の郷9箇村とある。文明年間（1469年 - 1486年）、一条兼良が美濃の正保寺に滞在し鵜飼を見物した記録がある。
永禄7年（1564年）、織田信長は長良川の鵜飼を見物し、鵜飼それぞれに鵜匠の名称を授け鷹匠と同様に遇し、1戸に禄米10俵を当て、給与した。
元和元年（1615年）徳川家康が鵜飼を見物し、石焼きの鮎に感賞して以来、江戸城に毎年鮎を献上するのが例となり、鵜匠21戸ごとに10両の扶持を給せられた。その献上の際には老中の三判証文を持って継ぎ立て、江戸まで2昼夜で送致した。その後、鵜飼は衰え、文化2年（1805年）には12戸となり、その12戸に毎年120石、532両2分を給与するとして、再び回復した。
明治維新で一時衰退したが、明治天皇の代にしばしば沙汰があり、大膳職に上納され、明治23年（1890年）から稲葉郡長良村古津その他武儀郡、郡上郡の各村で延長1471間を宮内省の鮎漁の御猟場に編入された。
切手の意匠にもなった。
- 昭和28年（1953年）9月15日発売　100円普通切手
- 昭和34年（1959年）9月25日発売　10円　耶馬日田英彦山国定公園　三隈川の鵜飼

### 漁法

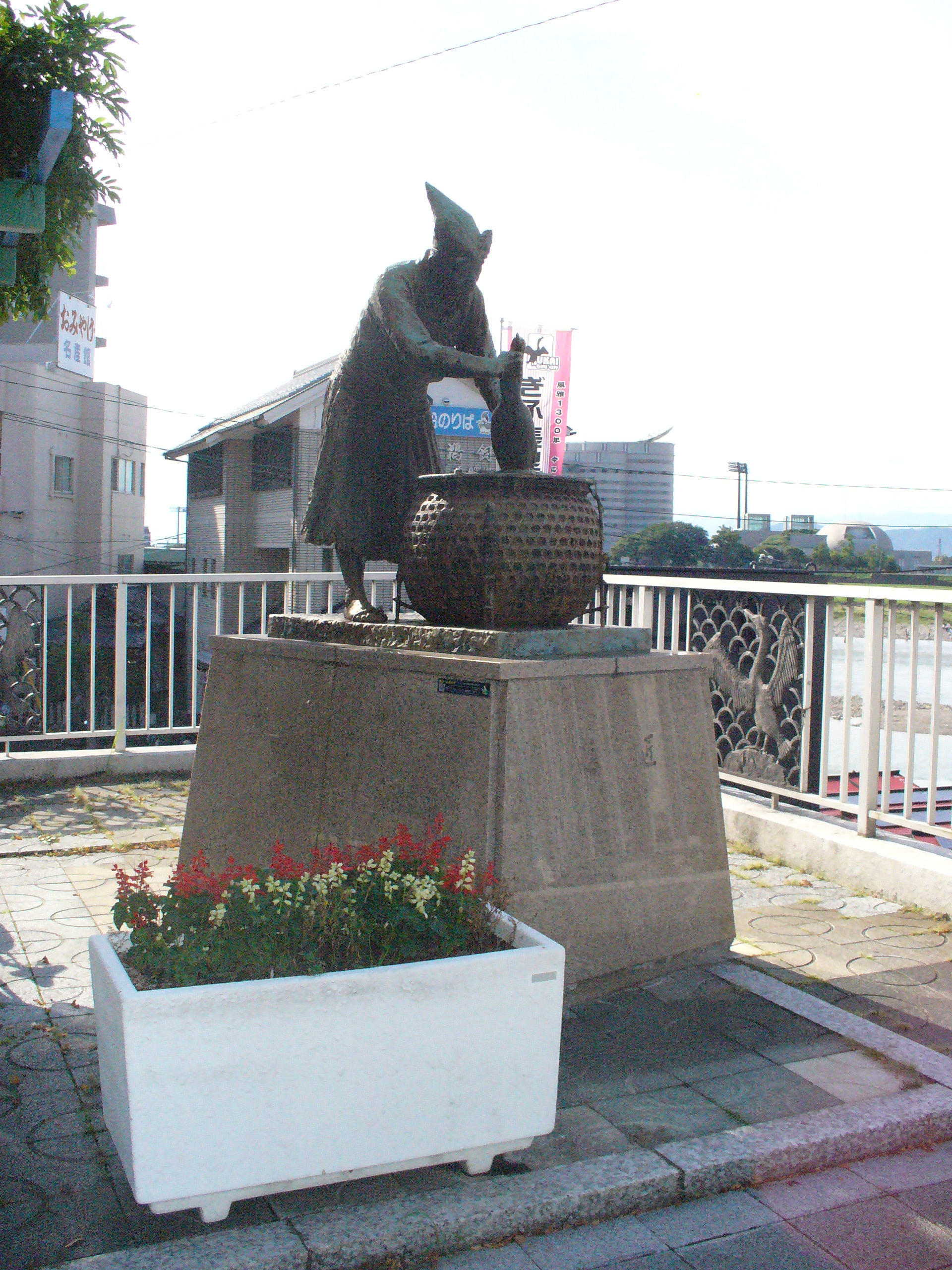
長良橋南詰にある「鵜匠の像」
（岐阜県岐阜市）

鵜飼漁をする人を鵜使いまたは鵜匠（うしょう・うじょう）と呼ぶ。その装束は風折烏帽子、漁服、胸あて、腰蓑を身に着ける。
漁に用いるウの数は各地の鵜飼漁の規模や漁法によって異なる。例えば、徒歩鵜では鵜匠ごとに1羽ないし極数羽のウを操るが、小船を用いた一般的な鵜飼においては、1人の鵜匠が5羽から10羽程度のウを一度に操る、北斎の鵜飼図など昔の絵を見ると江戸時代は2羽から5羽程度のようである。期はおおむね晩春から初秋にかけてであり、鮎漁の解禁日にあわせて漁が始まることが多い。
鵜飼いでは、平底の小船の舳先で焚かれるかがり火が、照明のほかにアユを驚かせる役割を担っている。かがり火の光に驚き、動きが活発になったアユは、鱗がかがり火の光に反射することでウに捕えられる。ウののどには紐が巻かれており、ある大きさ以上のアユは完全に飲み込むことができなくなっており、鵜匠はそれを吐き出させて漁獲とする。紐の巻き加減によって漁獲するアユの大きさを決め、それより小さいアユはウの胃に入る。
しかし、鵜飼いの鵜にいつものどに紐をまいて漁をしていると鵜はだんだんやる気をなくしていってしまう。そのため、鵜匠は鵜にも休暇を与えることがある。（鵜飼と鵜の関係については、鵜でも記述）
鵜飼は通常5月半ばから10月半ばまでの満月の日以外に行われる。満月の日に行われないのは、かがり火に集まってくるアユが月明かりに惑わされるのを防ぐためである。

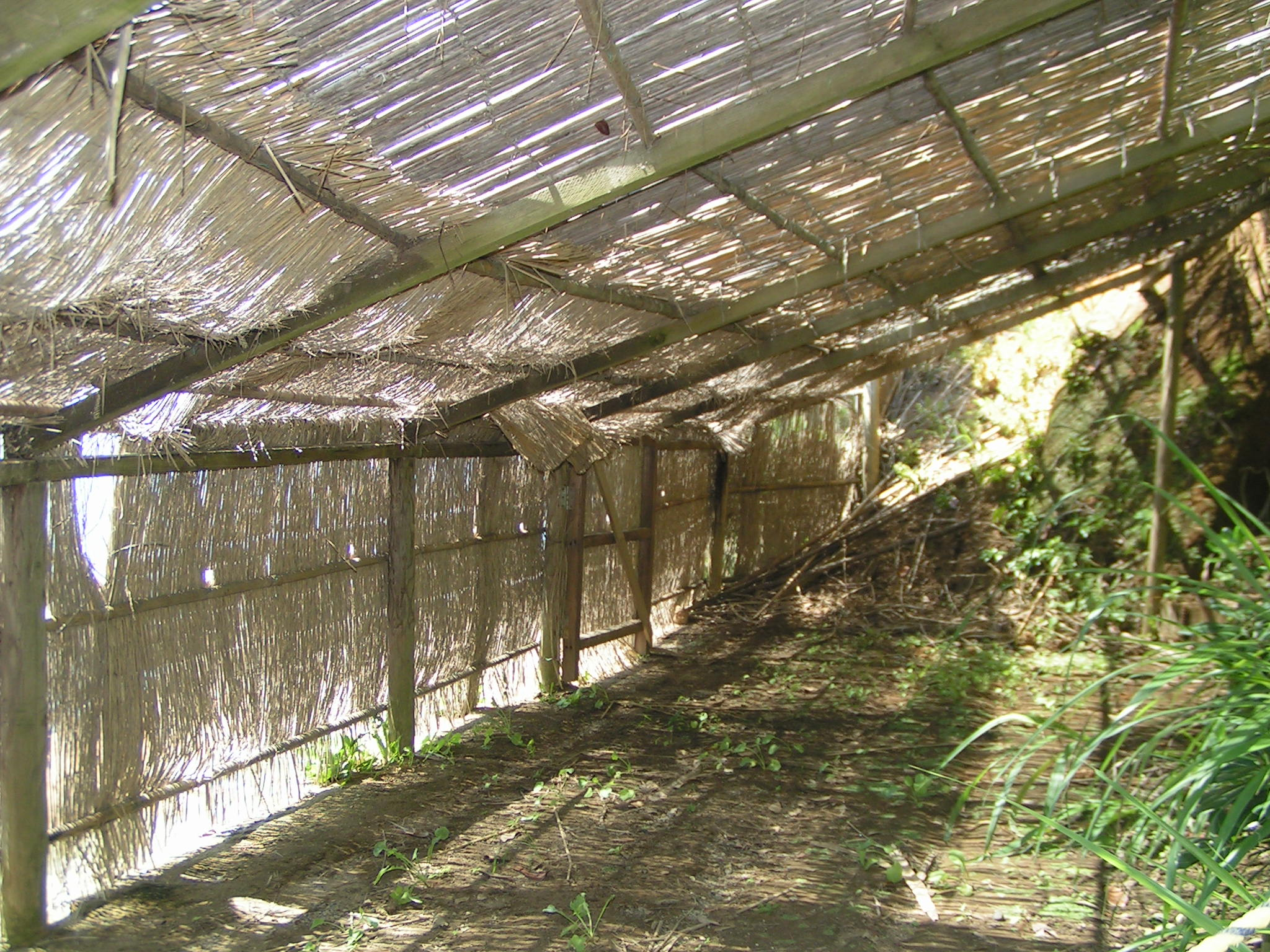
日立市にあるウミウ捕獲場･鳥屋(とや)

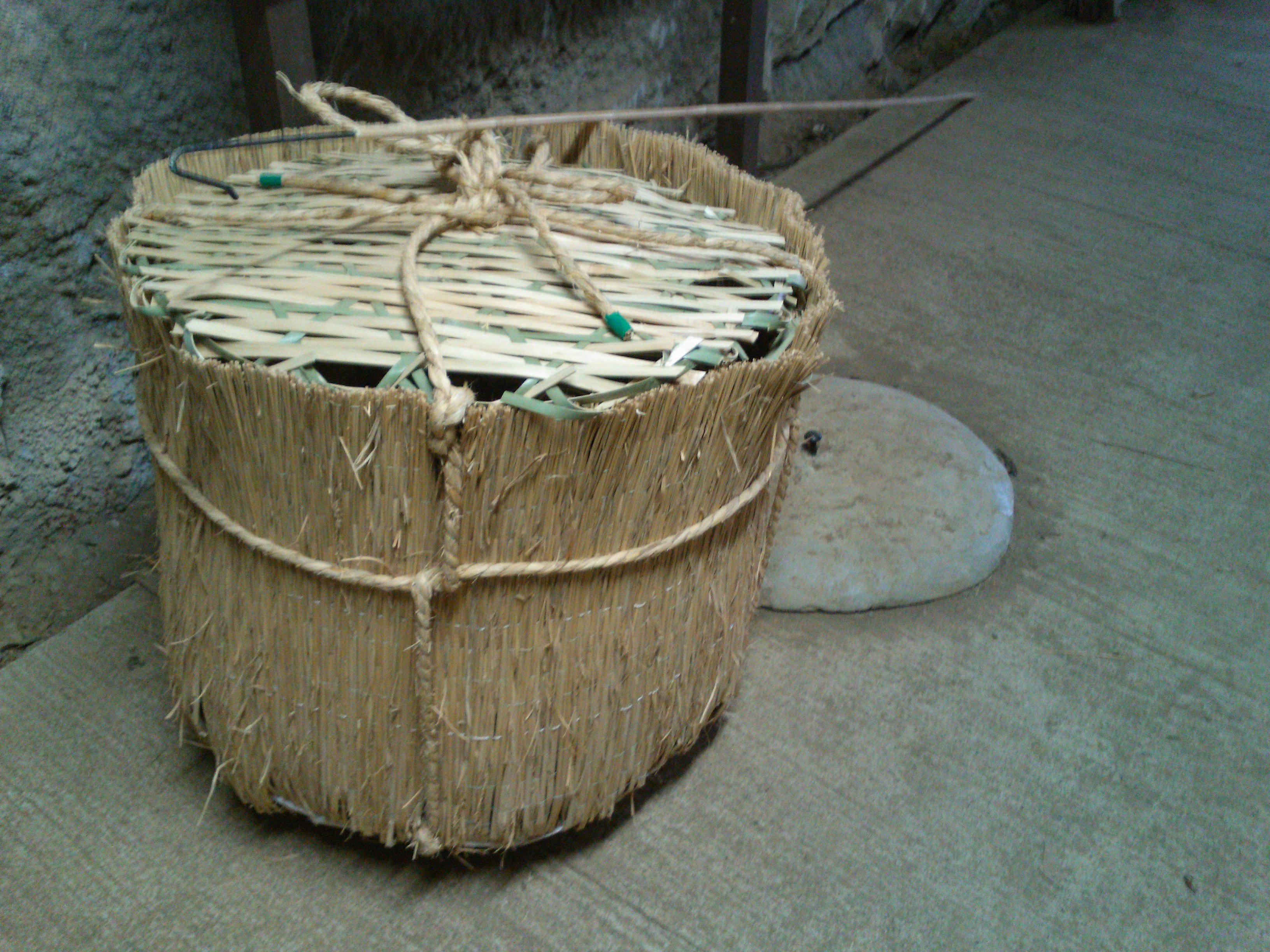
ウミウを捕獲するのに使うかぎ棒と捕らえたウミウを入れる籠

鵜飼いに使われるウはおおむねウミウであり、和歌山県有田市と島根県益田市を除く全国11か所すべての鵜飼は、茨城県日立市（旧十王町）の伊師浜海岸で捕獲されたウミウを使用している。ウミウの捕獲は、春と秋の年2回、鳥屋（とや）と呼ばれる海岸壁に設置されたコモ掛けの小屋で行われる。鳥屋の周りに放した囮のウミウにつられて近寄ってきたところを、鳥屋の中からかぎ棒と呼ばれる篠竹の先にかぎ針を付けた道具を出し、ウミウの足首を引っかけて鳥屋に引きずり込み捕らえる。
ただし日本でもカワウが使われており、三次鵜飼いの鵜匠は「カワウは賢く、ウミウが3年かかって覚える鵜飼いのワザをカワウは数ヶ月で覚える。」といっている。また、宇治川での放し鵜飼い計画もカワウを卵から飼育して使う。

#### かつておこなわれた漁法
鵜は冬、南方に渡りする途中を尾張国知多半島篠島海岸で捕獲した。捕獲法は、最初おとりとなる1羽の鵜の両眼の瞼を縫って仮に盲目とする。これを海上に露出する巌頭に置き、付近に黐ハゴを装置し、これに近づく渡りの鵜を捕まえるのである。これは島鵜とよんで、普通の鵜よりもやや大きく、身長約2尺、頸長8寸から9寸、体重650匁から860匁になる。捕まえた鵜も瞼を仮縫いして使用地まではこび、風切羽5,6枚を半ばから切り取り、縄付きで泳がせ、だんだん訓練する。使用年限はたいてい12年から13年間である。
鵜飼舟は長さ7間8寸、敷6間、幅中央3尺4寸、深さ1尺6寸5分。棹は艫乗りの使うものは長さ1丈5尺（艫棹）、中乗の使うものは長さ8尺5寸（中棹）。楫は艫楫の長さ7尺5寸、中楫の長さ6尺2寸。帆は長さ1丈2尺5寸、幅9尺5寸。檣は長さ1丈6尺5寸。ただし帆と檣は上流へさかのぼるときに用いるだけで、鵜飼と直接の関係はない。
松敷は篝用の薪を置く台であり、大小2個ある。手縄は鵜をむすぶ縄で、檜の繊維を撚りあわせたもので、長さ1丈。縄の端に鯨でつくった「ツモソ」という長さ1尺2寸の紐を付け、その末を島田にまげて鵜をつなぐ。
吐籠は鵜の呑んだ鮎を吐出させる竹籠で、口径1尺3寸、深さ1尺2寸5分。諸蓋は鮎を盛る器で、横7寸2分、縦1尺2寸、深さ1寸5分の檜製の盆。篝は鉄製で、火籠の深さ1尺、底径6寸、口径1尺4寸、これに長さ7尺5寸の柄をそえて、舟の舳に差し出す。松割り木は篝火用で、長さ1尺2寸ほどの松薪6貫匁を1束として、1艘に5束ずつそなえる。松明は脂松を適宜たばねて、随時使用する。鵜籠は鵜の運搬具で、幅3分の割竹で、縦1筋、横2筋、方1寸くらいの籠目に編みつくり、檜の4分板で蓋とする。籠中央に縦に仕切りをもうけ、一方に2羽ずつ4羽の鵜をいれる。留籠は使用後の鵜を1籠に2羽ずついれて鳥部屋に置くもので、製法は、鵜籠と同様である。
鮎は立春後およそ50日を経れば、やや成長し海口から河川の淡水にのぼりはじめ、5月になれば3寸くらいに成長する。鵜飼各戸はこれより前に準備するが、鵜飼は暗夜にかぎる漁法であるから、月夜を嫌い、上弦の夜は月入後、下弦の夜は月出前、上流から下流へ漁して下る。鵜飼舟は毎夜12艘が二手に分かれて漁するが、ときに連合し漁陣を張り、一斉漁業することもある（搦み）。
鵜飼舟1隻には鵜匠1人、中乗1人、艫乗2人、計4人が乗り組み、鵜匠は舳で12羽、中乗は中央で4羽の鵜を遣い、艫乗は艫で舟の進退旋回の任にあたる。
鵜匠は鵜の鮎を呑んだ瞬間手応えでそれと察知し、ただちに引き上げ、吐籠に吐かす。豊漁の際には全部の鵜が一時に鮎を呑むこともあるが、鵜匠はいささかの遅滞もなく、それを取りさばく。鵜匠はその多忙のうちにあってなおあるいは篝の薪を添え、あるいは舟の進退に注意し、ひと呼吸の油断もない。

#### 徒歩鵜
山梨県笛吹市石和町を流れる笛吹川における石和鵜飼や、山梨県の郡内地方を流れる桂川でかつて行われていた鵜飼（現在は廃絶）、和歌山県有田市の有田川で行われている鵜飼は、「徒歩鵜（かちう）」と呼ばれるものである。これは小船等を用いず、鵜匠が1羽ないし2羽の鵜を連れて直接浅瀬に入って漁をする鵜飼である。

#### 放し鵜飼
鵜に追い綱をつけず行う漁を放し鵜飼（放ち鵜飼）という。2001年まで島根県で行われていた（高津川の鵜飼）。京都府宇治市宇治川ではカワウを飼育して復活を目指す動きがある（宇治川の鵜飼）。

### 観光鵜飼
鵜飼見物は平安時代には既に知られていたが、現代のような形式の観光鵜飼は江戸時代末期に成立した。特に長良川、肱川、三隈川の鵜飼は観光鵜飼船の数が多く三大鵜飼と呼ばれている。
観光鵜飼の多くは自治体（市）が運営しており鵜匠は自治体職員であることが多い。長良川鵜飼と小瀬鵜飼は宮内庁式部職の鵜匠によって行われている。
観光鵜飼は川の中流域に設定されることが多く（有田市や岩国市などの鵜飼の場は下流域に設定）、川幅が広く流れが緩やかな場所で行われる。時期は夏期を中心に開催され屋形船に乗って観覧する。

### 御料鵜飼
岐阜県岐阜市の長良川鵜飼ならびに関市の小瀬鵜飼は、宮内庁式部職である鵜匠によって行われている。鵜匠は岐阜市長良に6人、関市小瀬に3人おり、これらは全て世襲制である。長良川の鵜飼では、1人の鵜匠が一度に12羽の鵜を操りながら漁を行う。
もともと長良川の鵜飼はその起源を1300年ほど前までさかのぼり、江戸時代は徳川幕府および尾張家の庇護のもとに行われていた。明治維新後は一時有栖川宮御用となるも、1890年に宮内省主猟寮属となった。御料鵜飼は、狭義には毎年5月11日から10月15日まで行われる漁のうち特に宮内庁の御料場で行われる8回の漁を指す。御料鵜飼で獲れた鮎は皇居へ献上されるほか、明治神宮や伊勢神宮へも奉納される。

### 鵜飼漁の分布

#### 鵜飼いが行われている地方
- 山梨県笛吹市（笛吹川）: 石和鵜飼
- 岐阜県岐阜市（長良川）: 長良川鵜飼。宮内庁式部職鵜匠による鵜飼。
- 岐阜県関市（長良川）: 小瀬鵜飼。宮内庁式部職鵜匠による鵜飼。
- 愛知県犬山市（木曽川）: 木曽川うかい。江戸時代に開始。一度中止になったが明治時代に鵜飼鎌次郎の尽力で復活した。全国で唯一昼鵜飼も行われている。
- 京都府宇治市（宇治川）
- 京都府京都市（大堰川）
- 和歌山県有田市（有田川）
- 広島県三次市（馬洗川）:三次鵜飼
- 山口県岩国市（錦川）
- 愛媛県大洲市（肱川）: 昭和32年（1957年）に「大洲観光うかい」として始まった
- 大分県日田市（三隈川）: 安土桃山時代に宮城豊盛が長良川の鵜匠を招き、日田地方に鵜飼を定着させたと伝えられている。
- 福岡県朝倉市（筑後川）: 7世紀の『隋書』「倭国伝」に九州北部の鵜飼について記されている。17世紀前半までは徒鵜（かちう）が行われていた。
- 富山県富山市婦中地区（田島川）売比河（めひかわ）鵜飼祭として年1回、1988年（平成10年）より毎年5月下旬に行われている鵜飼のイベント。その昔婦中鵜坂の売比河（現 神通川）で鵜飼いが行われており、越中の国司だった大伴家持が天平20年ごろこの地を訪れ、万葉集に記載されている「売比河の早き瀬ごとに篝（かがり）さし八十伴の男（やそとものお）鵜飼立ちけり」（第17巻、4,023首）と詠んだことから、史実に基づき再現されたものである[11]。

#### 鵜飼いが行われていた地方
- 島根県益田市（高津川）

## 中国

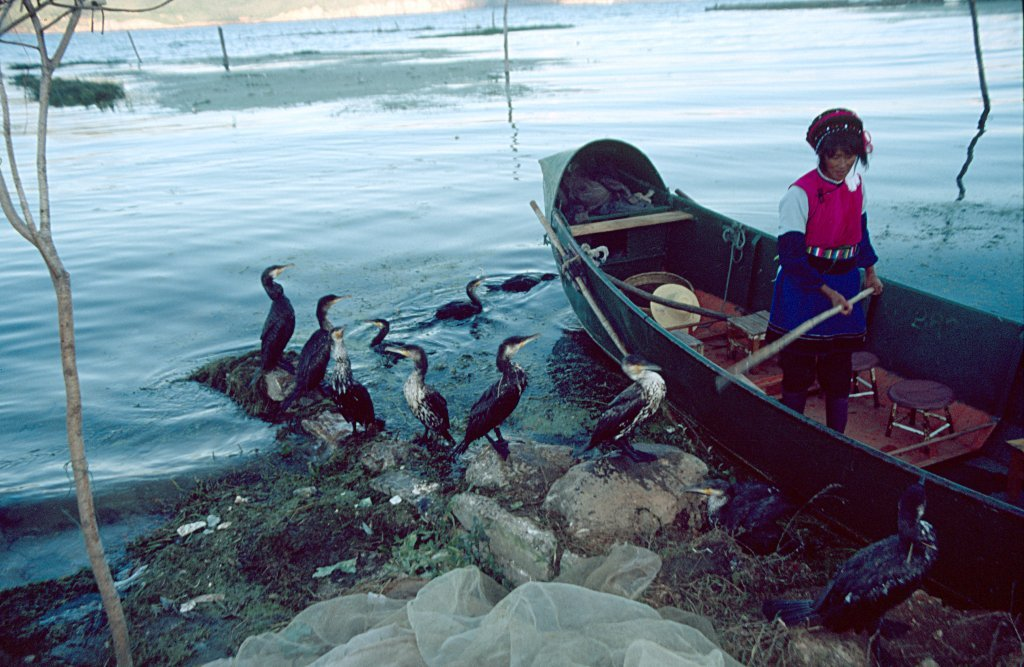
雲南省・洱海での鵜飼い

『隋書』に倭国の鵜飼いが書かれた時代（600年）には鵜飼いは中国人にとって珍しい漁法だったが、その後中国においても鵜飼い漁法が定着した。
中国における鵜飼いの記録は、一説には杜甫（712年-770年）の詩の一節にまで遡るという。
家家養烏鬼
頓頓食黄魚
「家々では鵜を飼い、毎食黄魚を食べる」と訳されるこれが鵜飼いの事であるという。ただし、烏鬼というのが鵜を表すという説には異論も多く、仮に鵜であったとしても黄魚とはチョウザメであるとされていることから、鵜がチョウザメのような巨大な魚を捕れるとは考えにくく、これを鵜飼いの証拠とする説には疑問が持たれている。
確実な記録として最古のものは、10世紀の文人・陶穀が残した『清異録』（965年）において、当塗（安徽省太平府の都市）の漁民が「魚を捕らえるのに非常に機敏な鵜を使う」と記述されているものである。また、11世紀後半の文人・范鎮が残した文章にも、20世紀の中国で行われていたものとほぼ同じ漁法が描かれている。
現在、観光地としても著名な広西チワン族自治区桂林市付近や、雲南省洱海での鵜飼いがよく知られており、「魚鷹捕魚/鱼鹰捕鱼 yúyīngbǔyú」、「鸕鶿捕魚/鸬鹚捕鱼 lúcíbǔyú」などと呼ばれている。江南の各地で漁法として残り、江西省の南昌市内などでも見ることができる。河北省と天津市の間でも、小規模ながら、漁法として残存していた。
卯田宗平（国立民族学博物館准教授）による調査では、中国の鵜飼いは観光用でなく淡水漁業として現役であり、鄱陽湖や洞庭湖など少なくとも119カ所で行われている。
中国の鵜飼いは、日本と以下のような相違点がある。
- 日本ではおおむねウミウを使うのに対し、中国ではカワウを飼っている。
- 日本ではおおむね野生のウミウ成鳥を捕獲して訓練するが、中国では完全に家畜化されている。人間から餌をもらうことに慣れすぎて水に潜ろうとしない場合もあり、長い棒を振り回りしたり、水面を叩いたりして魚を捕らせる。
- 魚を飲み込めないように鵜の喉に輪を装着するのは日本も中国も同じだが、中国では日本のように鵜を綱に繋がず、魚を捕らえた鵜は自発的に鵜匠の元に戻ってくる。
- 日本では鵜飼いは様式化して残ったため、捕る魚はほぼアユのみだが、中国では一般漁法として存続しているため、コイ科を中心に鵜が捕れる大きさのありとあらゆる魚を捕る。

これらの点から、中国の鵜飼いは歴史的に先行している日本の鵜飼いからそのノウハウを得たのではなく、独自に発達したものではないかとベルトルト・ラウファーは推測した。
また、中国ではウ以外にカワウソも漁用動物として使役され、サギも訓化されていた記録が残っている。11世紀に宋祁によって書かれた『宋景文公筆記』には永州（江南）ではウの代わりに飼い慣らしたカワウソを漁に使うという記述がある。しかしラウファーによるとカワウソ漁は中国では鵜飼いよりも古く、唐代にその記述があるという。ラウファーは中国の鵜飼いとカワウソ漁は地域も場所も異なるので相互関係を考える必要はないと考えている。ラウファーの時代（20世紀初頭）でも揚子江上流でカワウソ漁はまだ行われており、国外には今でも残る地域がある。
ラウファーによれば中国で飼われていたサギはダイサギ (Aldea alba ergetta ) である。サギ訓化の最も古い記録は『毛詩草木鳥獣虫魚疏』中に「いまも呉の人はサギを飼っている（今呉人亦養焉）」とあるもので、著者は3世紀頃の陸璣とされているものだが、当該図書は元々原本が失われたのちの輯本であり、この記述自体がいつのものかは断定できない。確実な記録としては、11世紀の蘇軾（1036年-1101年）の『物類相感志』や陸佃の『埤雅』にサギを飼う記述が残されている。ラウファーはカワウソの場合とは対照的に、サギの訓化はウの訓化と何らかの関係があるかもしれないと書き残している。

## ヨーロッパ
16世紀末から17世紀初めにかけての一時期、ヨーロッパでも鵜飼いがスポーツとして、主にイギリスとフランスの宮廷を中心として広まった。1609年、皇太子だったルイ13世の前で鵜飼いが実演され、1618年にはジェームズ1世が漁用として飼っているウ・ミサゴ・カワウソのための飼育小屋と池をウェストミンスターに作ろうとした記録が残っている。
イギリスの動物学者ハーティング（James Edmund Harting）はヨーロッパに鵜飼いを持ち込んだのはオランダ人であろうと推測し、フランスの鷹狩研究家ピショー（Pierre Amédée Pichot）もこの技術が東アジアからオランダ人によってもたらされたものであると示唆している。しかしヨーロッパで行われた鵜飼いは日本や中国を手法とは異なるものであり、鷹狩りの手法の延長で行われたという点に特徴がある。鵜は目隠しをされたまま漁場に連れてこられ、漁の時だけ目隠しを外された。鵜の運搬は革手袋をつけた飼い主の手の上に乗せて行われた。またヨーロッパの鵜飼いはスポーツハンティングと同じく貴族の娯楽であり、漁を目的としてはいなかった。

## 南米
ペルーのチャンカイ谷より出土した土器には5世紀ごろ行われたと思われる鵜飼いの様子が描かれている。この土器はリマ市にある天野博物館に収蔵されている。